# Martina Schettina

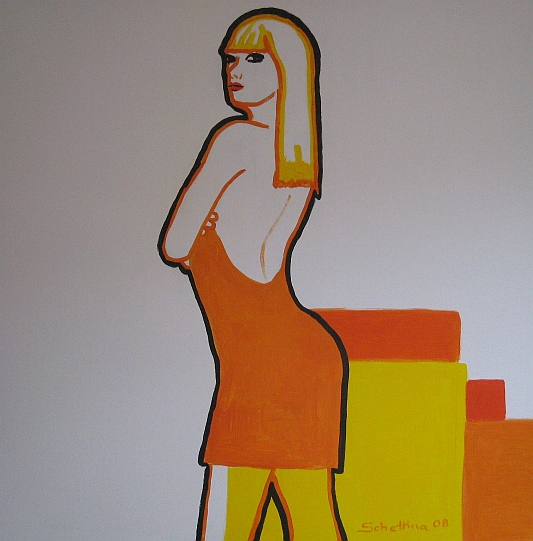
Pintura Orange Dress de Martina Schettina

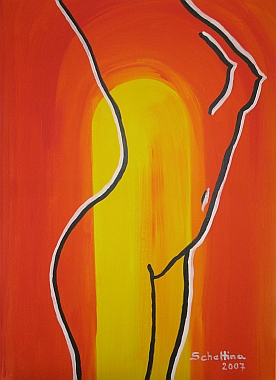
Pintura Sugar in my bowl, de Martina Schettina

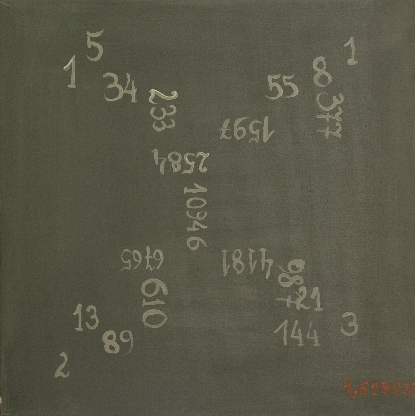
Sonho de Fibonacci, de 2008

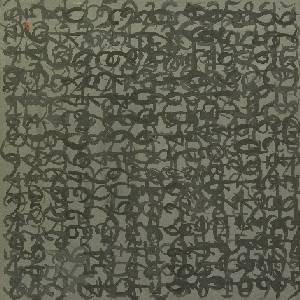
Pintura do Martina Schettina: Knitted Endlessness, 2008, 50 x 50 cm

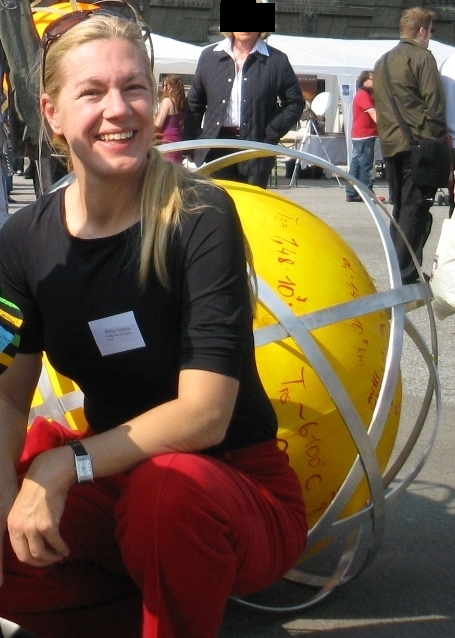
Schettina com seu trabalho "O Sol" em Viena

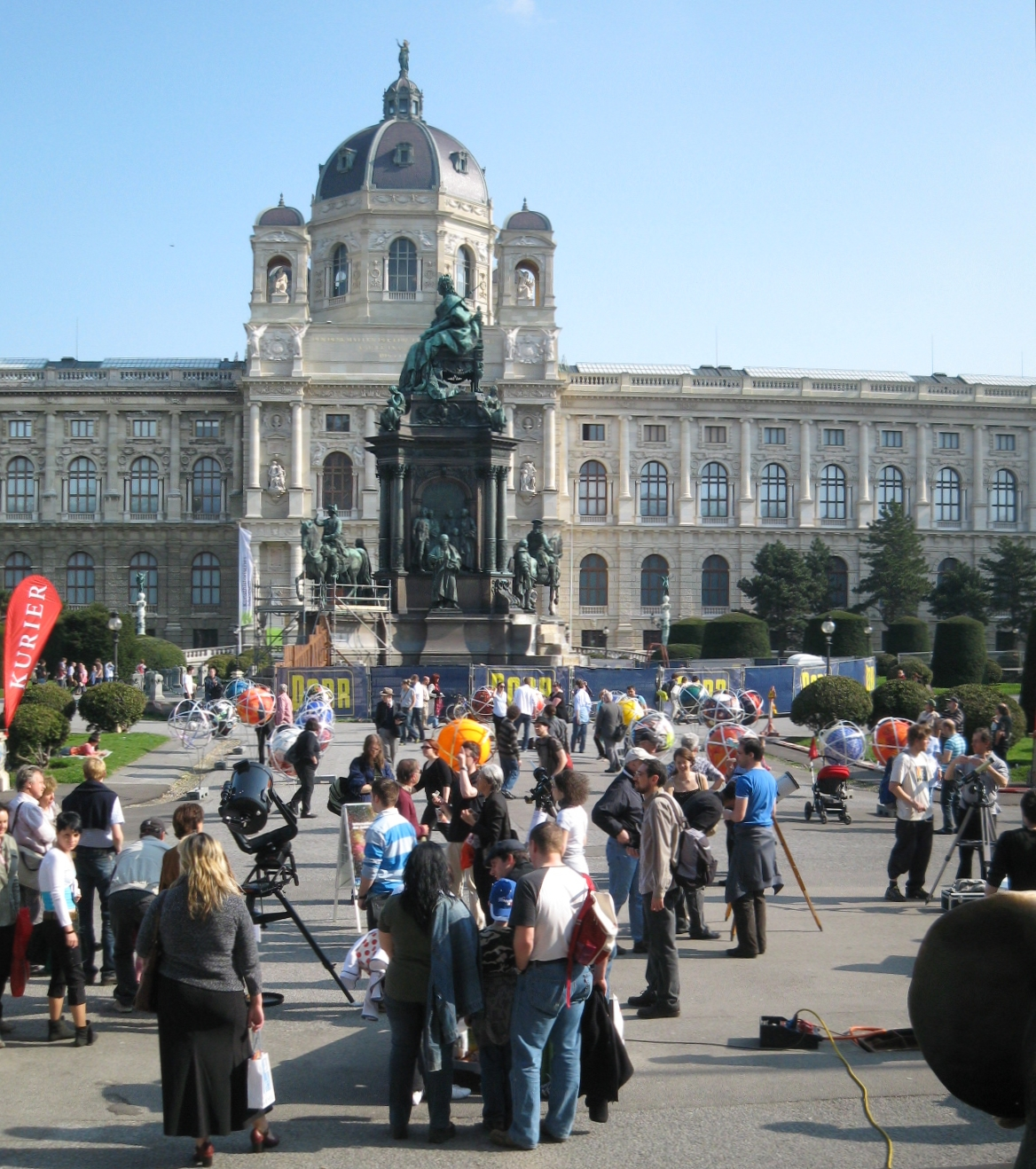
Exposição de arte em Viena, na frente do Kunsthistorisches Museum

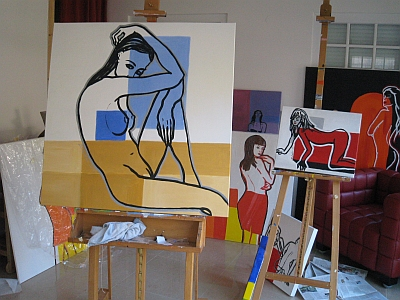
Atelier Martina Schettina

Martina Schettina (Viena, 7 de março de 1961) é uma pintora austríaca.

## Biografia
Nascida em Viena em 1961. Estudou matemática, física e pintura na Universidade de Viena, Áustria. Em 1989 estabeleceu um ateliê em Langenzersdorf, município da Baixa Áustria, e desde 1992 faz exposições na Europa, Estados Unidos e na Ásia.
Desde o ano de 2008 ilustra o jornal Kronen Zeitung.

## Trabalho
Seu trabalho está relacionado com a preocupação dos artistas com a posição das mulheres na sociedade. Desafia a validação dos modelos dos homens e das mulheres no passado e hoje. Por pintar corpos que parecem ser transparentes, Schettina é chamada de pintora de mão transparente. Seu trabalho é influenciado pela Pop art. Sua pintura "Orange Dress", que mostra uma mulher moderna e auto-confiante, foi apresentada na exposição “ Cidade. Campo. Mulher.”, no museu da cidade de Krems an der Donau, Áustria. Desde 2008, Schettina trabalha com temas relacionados à matemática.

## Premiações
- Competição 1994 do poster do ministério austríaco do ambiente, prêmio especial
- 1998 “os campeões novos”, competição da prole da rede cultural de Viena.[5]
- 2001 prêmio na ARTforum-competição outubro 2006
- 2002: registado nos arquivos em artistas das mulheres do Museu Nacional das mulheres nas artes no Washington, D.C..[6]
- 2006 medalha de ouro de honra para a ciência e a arte, da sociedade austríaca de Albert Schweitzer[7][8][9]
- 2009 “artistas do mês julho 2009” eleitos pelo departamento editorial de “Kunstforum”[10]

## Exposições
- Malerei 1994. Museu Währing, Wien.
- Anton-Hanak-Museu 2001 de Martina Schettina em Langenzersdorf
- 2006: Museu da cidade de Břeclav im de VINSPIRACE BŘECLAV 2006 República Checa.[11]
- Zweitausendsex 2006 no castelo Fischau de Blaugelbe Vietelsgalerie, Bad Fischau-Brunn.[12]
- 2007 Fórum cultural austríaco de Paris do à de Magicien Paris[13]
- 2008: Europa e Ásia hoje em ARTcenter Berlim; curated por Ki-Wong Parque, Coreia do Sul[14]
- 2008 Magische Menschen. Magische Orte no Oskar Kokoschka-Museu em Pöchlarn[15]
- 2008 Fórum cultural austríaco de Paris Vol. 2 do à de Magicien Paris[16]
- 2009 “ Cidade. Campo. Mulher.” em museu Krems an der Donau.[17]
- 2009 estrelas de rolamento e planetas. Desempenhos em Wien e em Szombathely,Hungria.[18] and Szombathely in Hungria[19]
- 2009 Art Vilnius[20][21]
- 2009 Stardust Ars Electronica Center Linz Áustria.
- Berlim 2009||Berlim - 20 anos após a queda do muro de Berlim. Galeria Artodrome Berlim.[22]
- 2010 Mathematische Bilder, Museo Egon Schiele, Tulln [23]

## Publicações
- 1994: Catálogo Schettina
- 2002: Bewegte Leben: Dem Weinviertel do aus de Frauenbiografien por Gabi Lempradl e por Hermann Richter, publicado pelo der Provinz de Bibliothek. Um de ISBN 3-85252-533-0 de 14 Mulheres-Biografies
- 2002: Catálogo: schettina de Martina, Magierbilder 2002 publicado por Eisl e amigos, ISBN 3-9501524-2-3
- 2003 de Keine Katze wie Du und ich von Erne Seder, editora Langen-Müller-Herbig München; Ilustrações e tampa, ISBN 3-7844-2930-0
- 2006: Zweitausendsechs do catálogo. publicado por Eisl e por amigos, schettina Langenzersdorf de Martina do atelier, 2006,
- 2007: Linz 2007. Catálogo da exposição. Cópia Linz de Digitas, cidade Linz de ARTpark Lenaupark da galeria.
- 2008: Wein, und Gesang de Weib. Poesia. Pinturas por Martina Schettina, poemas por Michaela Gansterer. publicado por Michaela Gansterer, Hainburg.
- Arte-enciclopédia Deutschland, Österreich, edição de Schweiz 20.; Não: 207599-2; K.G. Saur Verlag,
- Martina Schettina. - Magische Erotik des Augenblicks. Jefferson B. Parker. In: Wien: Brod Media GmbH, ISSN 0257-3504.-Bd. 23 (2003), 221, S. 54 - 57:Ill. (farb.)[24]
- 24 Stunden für Wien, 2004 [25]
- Der Zauber einer gläsernen Handschrift - Martina Schettina. Gansterer, Helmut A..-In: Vernissage. -Wien: Brod Media GmbH, ISSN 0257-3504.-Bd. 25 (2005), 245, S. 50-53:Ill. (farb.)[26]
- “ Cidade. Campo. Mulher.” Isabella Ackerl em: Clubzeitschrift alpha frauen für die Zukunft Jg.21/ Heft 3/2007 no 112, S.14-15, Ill.
- exposição Europe and Asia today im Artcenter Berlim Film em 3sat.
- 2009 Martina Schettina:“ Cidade. Campo. Mulher.” Ein Interview von Christine Kunkler zur exposição em museu Krems. -Em: Vernissage. -Wien: Brod Media GmbH, ISSN 0257-3504.-Bd. 29, 285, S. 52-55:Ill. (farb.) [27]
- 2009 flair Ausgabe Österreich Mai 2009 „Kunststück Künstlerin“: Eines von acht Interviews mit österreichischen Künstlerinnen [28]
- Kulturzeitschrift live in Niederösterreich 3/2009: Ganzseitige Ausstellungsrezension mit Bild zur Ausstellung im Weinstadtmuseum Krems.[29]
- Berlin||Berlin – 20 Years after the Fall of the Berlin Wall – Part II In: Aesthetica Magazin (one of Britain’s leading art publications) Issue 31, out-nov 2009 (inglês)

## Coleções
Trabalhos na coleção confidencial de Helmut Zoidl em Estíria, Áustria e a coleção Helmut Klewan Munique e Viena . As esculturas são encontradas em Skulpturenpark Artpark Linz e no espaço público de Poysdorf.